# Отарский сельсовет
Отарский сельсове́т — административно-территориальное образование и упразднённое муниципальное образование (сельское поселение 2006—2019 гг.) в Воротынском районе Нижегородской области России.
Административный центр — село Отары.

## Географическое положение
Отарский сельсовет сельсовет находится к северо-востоку от Воротынца на правом берегу реки Волга в  устье реки Сура. В состав сельсовета , помимо Отар, входит 7 населённых пунктов. Сельсовет на западе граничит с Фокинским и Чугуновским сельсоветами, на юге с Семьянским сельсоветом, на востоке за устьем Суры находится Васильсурск, с которым Отарский сельсовет связан паромной переправой.

## Население
| 2002 | 2010  | 2012 | 2013 | 2014 | 2015 | 2016 |
| ---- | ----- | ---- | ---- | ---- | ---- | ---- |
| 1033 | ↘1019 | ↘985 | ↘984 | ↘975 | ↘967 | ↗984 |
| 2017 | 2018  | 2019 |      |      |      |      |
| ↘961 | ↘943  | ↘916 |      |      |      |      |

## Состав
В состав сельсовета входят 8 населённых пунктов.
| № | Населённый пункт | Тип населённого пункта | Население |
| - | ---------------- | ---------------------- | --------- |
| 1 | Казанский        | посёлок                | ↘12       |
| 2 | Калиновец        | посёлок                | ↗72       |
| 3 | Лысая Гора       | посёлок                | ↘68       |
| 4 | Осинки           | село                   | ↘426      |
| 5 | Отары            | село                   | ↘244      |
| 6 | Петровский       | посёлок                | ↗112      |
| 7 | Сосенки          | посёлок                | ↘24       |
| 8 | Шереметьево      | посёлок                | ↘61       |